# 郑蒲港新区
郑蒲港新区，全称马鞍山经济技术开发区郑蒲港新区，是安徽省马鞍山市2012年成立的经济开发区，为马鞍山市人民政府的派出机构。
2012年成立的马鞍山经济技术开发区郑蒲港新区建设指挥部托管和县姥桥镇、白桥镇，总面积225平方公里，人口11.8万人。

## 交通

### 马鞍山至郑蒲港线
12月，文汇报报道马鞍山至郑蒲港线积极争取纳入国家相关规划。